# Anthrax cephus
Anthrax cephus är en tvåvingeart som beskrevs av Fabricius 1805. Anthrax cephus ingår i släktet Anthrax och familjen svävflugor. Inga underarter finns listade i Catalogue of Life.